# Huaihua
Huaihua is een stadsprefectuur in de zuidelijke provincie Hunan, Volksrepubliek China. Huaihua heeft 4,85 miljoen inwoners (2004). Huaihua is de zetel van de prefectuur Huaihua.